# Kabupaten Lampung Utara
Kabupaten Lampung Utara är ett kabupaten i Indonesien.   Det ligger i provinsen Lampung, i den västra delen av landet, 270 km nordväst om huvudstaden Jakarta. Antalet invånare är 602 062.